# Кудо (озеро, Звонская волость)
Кудо или Кудо-Полехновское — озеро в Звонской волости Опочецкого района Псковской области, к юго-востоку от города Опочка.
Площадь — 1,6 км² (161.0 га). Максимальная глубина — 18,0 м, средняя глубина — 8,0 м.
На берегу озера расположена деревня Полехново.
Проточное. Относится к бассейну реки Кудка, притока реки Великой.
Тип озера лещово-уклейный. Массовые виды рыб: лещ, щука, плотва, окунь, уклея, ерш, линь, красноперка, густера, линь, карась, налим, язь, вьюн; широкопалый рак (единично).
Для озера характерны песчано-илистое дно, камни, песчано-каменистые нальи; на берегу — луга, поля, огороды, лес.